# Liste der Stolpersteine in Gudensberg
Die Liste der Stolpersteine in Gudensberg enthält die Stolpersteine, die im Rahmen des gleichnamigen Kunst-Projekts von Gunter Demnig in Gudensberg verlegt wurden. Mit ihnen soll an die Opfer des Nationalsozialismus erinnert werden, die in Gudensberg lebten und wirkten.

## Liste der Stolpersteine
| Name                      | Adresse                                                              | Bild                                      | Inschrift | Verlegedatum | Anmerkung |
| ------------------------- | -------------------------------------------------------------------- | ----------------------------------------- | --- | --- | --- |
| Meyer Loewenstein         | Alter Markt 5 ·                                                      | Stolperstein für Meyer Löwenstein         | Hier wohnte Meyer Löwenstein Jg. 1879 Heimatort verlassen 1937 deportiert 1940 Theresienstadt überlebt                                            | 11. März 2009 | *31.03.1879 in Gudensberg, als Sohn von Nathan Löwenstein und dessen Ehefrau Emma, geb. Weinberg. Meyer Löwenstein war Inhaber einer Buchhandlung und Buchbinderei am Alten Markt 5, die er von seinem Vater übernommen hatte. Er führte das Geschäft ab 1909 gemeinsam mit seiner ersten Frau Selma, geb. Bauer, die 1928 starb. Mit ihr hatte er zwei Töchter: Clara *16.08.1912 und Ruth *27.08.1914. Meyer Löwenstein war in Gudensberg hoch geachtet und in Vereinen sowie im Vorstand der jüdischen Gemeinde aktiv. 1930 heiratete er in zweiter Ehe Auguste, geb. Marx. Wegen antijüdischer Maßnahmen verließen sie 1937 Gudensberg, um in die größere Anonymität der Großstadt Frankfurt zu ziehen, wo Meyer Löwenstein einen Buchhandlung in der Alten Gasse 25 übernahm. Im Jahr 1940 wurde er mit seiner Ehefrau nach Theresienstadt deportiert. Aufgrund seiner handwerklichen Fähigkeiten bekam er eine Arbeit in der Lagerwerkstatt, was ihm und seiner Frau ein Überleben ermöglichte. 1944 gelangte das Ehepaar durch eine einmalige Austauschaktion von Medikamenten gegen 1400 Häftlinge des Internationalen Roten Kreuzes in die Schweiz. Von dort emigrieren sie nach Newton/USA. Meyer Löwenstein starb in Philadelphia am 14.12.1962. |
| Claere Loewenstein        | Alter Markt 5 ·                                                      | Stolperstein für Cläre Löwenstein         | Hier wohnte Cläre Löwenstein Jg. 1912 Flucht 1937 überlebt in Südafrika                                                                           | 11. März 2009 | *16.08.1912 in Gudensberg. Tochter von Meyer Löwenstein *31.03.1879 und dessen Ehefrau Selma, geb. Bauer, die 1928 verstarb. Sie besuchte die jüdische Schule in Gudensberg. Nach 1933 war in Gudensberg für sie ein Leben aufgrund von antijüdischen Maßnahmen und Diskriminierungen nicht mehr möglich und so flüchtete Cläre/Clara 1936 nach Frankfurt. Von dort emigrierte sie später nach Johannesburg/Südafrika, wo sie John Bilski heiratete. Sie verstarb dort im Jahr 1980. |
| Ruth Loewenstein          | Alter Markt 5 ·                                                      | Stolperstein für Ruth Löwenstein          | Hier wohnte Ruth Löwenstein Jg. 1914 Flucht 1940 überlebt in USA                                                                                  | 11. März 2009 | *27.08.1914 in Gudensberg. Tochter von Meyer Löwenstein *31.03.1879 und dessen Ehefrau Selma, geb. Bauer, die 1928 verstarb. Ruth besuchte die jüdische Schule in Gudensberg und wurde anschließend in der Blunk'schen Handelsschule in Kassel kaufmännisch ausgebildet. Nachdem ihre Bemühungen um eine Anstellung im kaufmännischen Bereich erfolglos blieben, nahm sie 1934 eine Stelle als Haustochter in Bad Homburg an. Als ihr Vater in Frankfurt 1937 eine Buchhandlung übernahm, zog auch Ruth dorthin, um ihn zu unterstützen. 1939 heiratete sie Julius Wartenberg in Frankfurt, mit dem sie 1940 nach Philadelphie emigrierte. Im Mai 1942 kehrt Ruth Wartenberg zu einem Besuch nach Gudensberg zurück. Sie starb am 28. April 2004 in Philadelphia. |
| Auguste Loewenstein       | Alter Markt 5 ·                                                      | Stolperstein für Auguste Löwenstein       | Hier wohnte Auguste Löwenstein geb. Marx Heimatort verlassen 1937 deportiert 1940 Theresienstadt überlebt                                         | 11. März 2009 | geb. Marx. Sie heiratete 1930 Meyer Löwenstein* 31.03.1879 in Gudensberg, dessen erste Ehefrau Selma 1928 verstorben war. Wegen antijüdischer Maßnahmen verließ sie 1937 gemeinsam mit ihrem Mann Gudensberg, um in die größere Anonymität der Großstadt Frankfurt zu ziehen, wo Meyer Löwenstein eine Buchhandlung in der Alten Gasse 25 übernahm. Im Jahr 1940 wurde Auguste gemeinsam mit ihrem Ehemann nach Theresienstadt deportiert. Meyer konnte in der Lagerwerkstatt arbeiten, was beiden ein Überleben ermöglichte. 1944 gelangte das Ehepaar durch eine einmalige Austauschaktion von Medikamenten gegen 1400 Häftlinge des Internationalen Roten Kreuzes n die Schweiz. Von dort emigrieren sie nach Newton/USA. Auguste Löwenstein starb dort am 22.11.1962. |
| Auguste Loewenstein-Simon | Alter Markt 5 ·                                                      | Stolperstein für Auguste Löwenstein-Simon | Hier wohnte Auguste Löwenstein-Simon Jg. 1877 deportiert 1941 Riga ermordet                                                                       | 11. März 2009 | *08.11.1877 in Gudensberg als Tochter von Nathan Löwenstein und dessen Ehefrau Emma, geb. Weinberg. Ihre Eltern hatten eine Buchhandlung mit Buchbinderei in Gudensberg Am Markt 5. Auch nachdem ihr Bruder Meyer die Buchbinderei im Jahr 1909 übernahm, lebte Auguste weiter dort. Nach ihrer Heirat zog sie Anfang der 1930er Jahre zu ihrem Ehemann Leo Simon nach Hamburg. Von Hamburg aus wurde das Ehepaar am 06.12.1941 nach Riga deportiert und dort ermordet. |
| Christian Abel            | Alter Markt 8 ·                                                      | Stolperstein für Christian Abel           | Hier wohnte Christian Abel Jg. 1895 im Widerstand verhaftet 1.4.1933 KZ Breitenau überlebt                                                        | 12. Mai 2010 | *10.11.1895 in Gudensberg. Sein Vater, der Tagelöhner Kaspar Abel *1867 #1916 stammte aus Hopfelde und war durch die Heirat von Christians Mutter nach Gudensberg gekommen. Christian Abel wohnte mit drei weiteren Geschwistern am Alten Markt 8. Die Familie hatte das Haus als sog. Abrisshaus gekauft. Christian besuchte acht Klassen in der Volksschule und arbeitete danach im Steinbruch am Lamsberg, sowie außerdem noch im Borkener Kraftwerk und als Saisonarbeiter im Wald. Er nahm am Ersten Weltkrieg teil. Christian Abel war verheiratet und hatte vier Kinder. Seit 1919 gehörte er der KPD an, außerdem war er in der Gewerkschaft aktiv. Als Vorsitzender der örtlichen KPD war er nach 1933 den Nazis ein Dorn im Auge. Am 1. April 1933 wurde er verhaftet und als erster politischer Gefangener in das KZ Breitenau gebracht. Nach 16 Tagen wurde er dort wieder entlassen und arbeitet die nächsten Jahre im Steinbruch. Er blieb überzeugter Kommunist. Nach 1945 gehörte er der von den Amerikanern eingesetzten Entnazifizierungskommission an. Er starb am 05.06.1963 in Fritzlar. |
| Leopold Mansbach          | Bahnhofstraße 7 ·                                                    |                                           | Hier wohnte Leopold Mansbach Jg. 1877 Flucht 1934 Holland interniert Westerbork deportiert 1943 Sobibor ermordet 21.5.1943                        | 2020 | *04.06.1877 in Gudensberg war der Sohn von Abraham Mansbach *1845 und dessen Ehefrau Rachel Regine, geb. Oppenheim *1852. Von Beruf war Leopold Viehhändler. Er nahm am Ersten Weltkrieg teil und wurde mit dem Eisernen Kreuz ausgezeichnet. Er war verheiratet mit Rosa, geb. Eichengrün *18.02.1885 in Beringhausen/Westfalen. Sie hatten zusammen drei Kinder: Erwin *21.08.1909, Julius *13.09.1913 und Beate *04.02.1916. Sie wohnten in der Bahnhofstraße 7 (das Haus wurde inzwischen abgerissen). Leopold litt wie die anderen Viehhändler unter dem Boykott ab April 1933. Im September 1933 wurden Schüsse auf sein Haus abgegeben. Die antisemitischen Vorfälle zwangen die Familie 1934 zur Flucht nach Holland. Leopold betrieb in Rotterdam eine Metzgerei. Nach der Besetzung Hollands durch die Deutsche Wehrmacht wurde Leopold zusammen mit seiner Frau im KZ Vught-Hertogenbosch interniert und von Westerbork am 18.05.1943 in das KZ Sobibor gebracht. Leopold und seine Frau wurden am 21.05.1943 in Sobibor ermordet. |
| Rosa Mansbach             | Bahnhofstraße 7 ·                                                    |                                           | Hier wohnte Rosa Mansbach geb. Eichengrün Jg. 1885 Flucht 1934 Holland interniert Westerbork deportiert 1943 Sobibor ermordet 21.5.1943           | 2020 | geb. Eichengrün, *18.02.1885 in Beringhausen/Westfalen. Sie heiratete den Viehhändler Leopold Mansbach aus Gudensberg, *04.06.1877. Sie hatten zusammen drei Kinder: Erwin *21.08.1909, Julius *13.09.1913 und Beate *04.02.1916. Die antisemitischen Vorfälle zwangen die Familie 1934 zur Flucht nach Holland. Nach der Besetzung Hollands durch die Deutsche Wehrmacht wurden Rosa zusammen mit ihrem Mann am 23.04.1943 im KZ Vught-Hertogenbosch interniert und von Westerbork am 18.05.1943 in das KZ Sobibor gebracht. Rosa und ihr Mann wurden am 21.05.1943 in Sobibor ermordet. |
| Erwin Mansbach            | Bahnhofstraße 7 ·                                                    |                                           | Hier wohnte Erwin Mansbach Jg. 1909 Flucht 1934 Holland bei Bombenangriff tot 14.5.1940 Rotterdam                                                 | 2020 | *21.08.1909, Sohn von Leopold Mansbach *04.06.1877 und seiner Frau Rosa, geb. Eichengrün*18.02.1885. Er lebte mit seinen Eltern in Gudensberg in der Bahnhofsstraße 7. Die antisemitischen Vorfälle zwangen die Familie 1934 zur Flucht nach Holland. Erwin arbeitete in der Metzgerei seines Vaters in Rotterdam. Als die Deutsch Wehrmacht Holland überfiel, ist er bei einem Bombenangriff am 14.05.1940 ums Leben gekommen. |
| Julius Mansbach           | Bahnhofstraße 7 ·                                                    |                                           | Hier wohnte Julius Mansbach Jg. 1913 Flucht 1934 Holland versteckt überlebt                                                                       | 2020 | *13.09.1913 in Gudensberg, Sohn von Leopold Mansbach *04.06.1877 und seiner Frau Rosa, geb. Eichengrün*18.02.1885. Er lebte mit seinen Eltern in Gudensberg in der Bahnhofsstraße 7. Er besuchte zunächst die Schule in Gudensberg und anschließend eine Realschule in Kassel. Die antisemitischen Vorfälle zwangen die Familie 1934 zur Flucht nach Holland. Julius überlebte den Holocaust versteckt bei einer holländischen Familie bis zur Befreiung durch die Alliierten Truppen. Er emigrierte in die USA. Er heiratete 1952 in San Francisco Ruth Goldberg *06.06.1927 in Frankfurt/Main, Tochter von Hermann und Simcha Goldberg. Sie hatten drei Kinder. Julius starb am 17.12.2015 in San Francisco, seine Frau am 20.09.2019. |
| Beate Leviticus           | Bahnhofstraße 7 ·                                                    |                                           | Hier wohnte Beate Leviticus geb. Mansbach Jg. 1916 Flucht 1934 Holland interniert Westerbork deportiert 1943 Sobibor ermordet 30.4.1943           | 2020 | geb. Mansbach, *04.02.1916 in Gudensberg, Tochter von Leopold Mansbach *04.06.1877 und seiner Frau Rosa, geb. Eichengrün*18.02.1885. Sie lebte mit ihren Eltern in Gudensberg in der Bahnhofsstraße 7. Die antisemitischen Vorfälle zwangen die Familie 1934 zur Flucht nach Holland. Nach der Besetzung Hollands durch die Deutsche Wehrmacht wurde Beate zusammen mit ihrem Mann am 23.04.1943 im Im KZ Vught-Hertogenbosch interniert. Sie heiratete dort Julius Leviticus. Sie wurden beide von Westerbork in das KZ Sobibor deportiert. wo sie am 30.04.1943 ermordet wurden. |
| Jakob Mansbach            | Bahnhofstraße 7 ·                                                    |                                           | Hier wohnte Jakob Mansbach Jg. 1873 Flucht 1933 USA überlebt                                                                                      | 2020 | *16.10.1873 in Gudensberg als Sohn des Händlers Kaufmann Mansbach *1839 und Betty/Beilchen, geb. Gottschalk. Er war seit dem 20.06.1905 verheiratet mit Berta, geb. Möllerich *06.02.1880 in Wolfhagen, Tochter von Wolf Möllerich und seiner Ehefrau Friederike, geb. Speyer-Weissenbach. Sie hatten zwei Kinder, Isaak Julius *15.04.1906 und Brunhilde *31.03.1909. Die Familie wohnte in Gudensberg in der Bahnhofsstraße 7. Sie entschlossen sich unter dem Eindruck der schwierigen Verhältnisse in Gudensberg bereits 1933 zur Flucht. Sie verkauften am 01.09. 1933 ihr Haus und zogen nach Kassel zunächst in die Schomburgstraße 11, später in die Obere Karlsstraße 20. Die Emigration in die USA gelang Jakob, seiner Frau Berta und ihrer Tochter Brunhilde dann im Jahr 1938. |
| Berta Mansbach            | Bahnhofstraße 7 ·                                                    |                                           | Hier wohnte Berta Mansbach geb. Möllerich Jg. 1880 Flucht 1933 USA überlebt                                                                       | 2020 | geb. Möllerich, *06.02.1880. Sie war seit dem 20.06.1905 verheiratet mit Jakob Mansbach *16.10.1973 aus Gudensberg. Sie hatten zwei Kinder, Isaak Julius *15.04.1906 und Brunhilde *31.031909. Die Familie Mansbach, die in der Bahnhofsstraße 7 lebte, entschloss sich unter dem Eindruck der schwierigen Verhältnisse in Gudensberg bereits 1933 zur Flucht. Sie verkauften am 01.09. 1933 ihr Haus und zogen nach Kassel zunächst in die Schomburgstraße 11, später in die Obere Karlsstraße 20. Die Emigration in die USA gelang Jakob, seiner Frau Berta und ihrer Tochter Brunhildev von dort 1938. Berta starb am 16.10.1947 in Chicago. |
| Isaak Julius Mansbach     | Bahnhofstraße 7 ·                                                    |                                           | Hier wohnte Isaak Julius Mansbach Jg. 1906 Flucht 1933 Holland USA überlebt                                                                       | 2020 | *15.04.1906 in Gudensberg als Sohn von Jakob Mansbach *16.10.1873 und dessen Ehefrau Berta, geb. Möllerich *06.02.1880. Er hatte eine Schwester, Brunhilde *1906. Isaak Julius flüchtete 1933 nach Holland zu Verwandten in Rotterdam und emigrierte von dort 1938 in die USA. Er starb am 19.04.1999 in Chicago. |
| Brunhilde Hollander       | Bahnhofstraße 7 ·                                                    |                                           | Hier wohnte Brunhilde Hollander geb. Mansbach Jg. 1909 Flucht 1933 USA überlebt                                                                   | 2020 | *1909 in Gudensberg als Tochter von Jakob Mansbach *16.10.1873 und dessen Ehefrau Berta, geb. Möllerich *06.02.1880. Sie hatte einen Bruder, Isaak Julius *1906. Die Familie Mansbach entschloss sich unter dem Eindruck der schwierigen Verhältnisse in Gudensberg zog Brunhilde bereits 1933 zu Verwandten nach Rotterdam, kam dann aber 1935 zurück zu ihren Eltern nach Kassel. Die Emigration in die USA gelang Brunhilde und ihren Eltern aber erst 1938. Sie heiratete dort Moritz/Morris Hollander aus Arnstein bei Würzburg. Sie lebten in Chicago und hatten zwei gemeinsame Kinder, Kenneth und Sandy. |
| Hermann Bauer             | Braugasse 5 ·                                                        | Stolperstein für Hermann Bauer            | Hier wohnte Hermann Bauer Jg. 1873 im Widerstand verhaftet 7.4.1933 KZ Breitenau überlebt                                                         | 12. Mai 2010 | *28.09.1873 in Gudensberg. Sein Vater arbeitete als Wasserwärter am Schlossberg. Er hatte einen Bruder und eine Schwester. Die Familie lebte in einfachen Familienverhältnissen in einem Haus in der Braugasse 5 (das Haus wurde inzwischen abgerissen). Nach dem Besuch der Volksschule machte Hermann eine Ausbildung als Zimmermann. Im Jahr 1900 heiratete er seine Frau Katharine, mit der er einen Sohn, Martin, und eine Tochter, Pauline, hatte. Er nahm am Ersten Weltkrieg teil. Hermann Bauer gründete 1898 den Gudensberger Ortsverein der SPD und war dessen Vorsitzender, 1900 trat er in die Gewerkschaft ein, 1905 gründete er mit weiteren Arbeitern eine Konsumgenossenschaft. 1919 wurde er, nachdem die SPD aus den Wahlen als stärkste Partei hervorging, Erster Stadtrat. Am 07.04.1933 kam er als namhaftester SPD-Vertreter Gudensbergs in das KZ Breitenau. Bei seiner Entlassung nach neun Tagen musste er eine Schweigepflichtserklärung unterschreiben, an die er sich während der NS-Zeit auch hielt, um seine Familie zu schützen. Seine politische Haltung gab er nicht auf. |
| Leopold Plaut             | Fritzlarer Straße 2 ·                                                | Stolperstein für Leopold Elieser Plaut    | Hier wohnte Leopold Elieser Plaut Jg. 1887 Flucht 1935 Brasilien überlebt                                                                         | 12. Mai 2010 | *26.06.1887 in Niedenstein. Er lebte mit seiner Familie in Gudensberg in der Fritzlarer Straße 2. Leopold war verheiratete mit Berta, geb. Wissmann *22.12.1894 aus Künzelsau. Sie hatten zwei Kinder: Karlmann *18.04.1923 und Hanna *31.01.1927, beide in Gudensberg geboren. Die Familie ergriff im Jahr 1935 die Flucht aus Gudensberg und emigrierte nach Brasilien, wo Leopold am 27.02.1964 in Sao Paulo verstarb. |
| Karlmann Plaut            | Fritzlarer Straße 2 ·                                                | Stolperstein für Karlmann 'Carlos' Plaut  | Hier wohnte Karlmann 'Carlos' Plaut Jg. 1923 Flucht 1935 Brasilien überlebt                                                                       | 12. Mai 2010 | *18.04.1923 in Gudensberg. Er lebte mit seinen Eltern Leopold Elieser Plaut *26.06.1887 und Berta, geb. Wissmann * 22.12.1894 in Gudensberg in der Fritzlarer Straße 2. Die Familie ergriff im Jahr 1935 die Flucht aus Gudensberg und emigrierte nach Brasilien. Von dort wanderte Karlmann/Carlos in den 1940er Jahren nach Israel aus. Er heiratete Eva Grünkraut *18.09.1931. Sie hatten drei Kinder und lebten in Petach Tikva/Israel. Carlos Plaut starb im Jahr 2010, seine Frau Eva zehn Jahre vor ihm. |
| Hanna Webmann-Manor       | Fritzlarer Straße 2 ·                                                | Stolperstein für Hanna Webmann-Manor      | Hier wohnte Hanna Webmann-Manor geb. Plaut Jg. 1927 Flucht 1935 Brasilien überlebt                                                                | 12. Mai 2010 | geb. Plaut, *31.01.1927 in Gudensberg. Sie lebte mit ihren Eltern Leopold Elieser Plaut *26.06.1887 und Berta, geb. Wissmann *22.12.1894 in Gudensberg in der Fritzlarer Straße 2. Die Familie ergriff im Jahr 1935 die Flucht aus Gudensberg und emigrierte nach Brasilien. Von dort wanderte Hanna in den 1940er Jahren nach Israel aus. Sie heiratete Haim Webmann, mit dem sie zwei gemeinsame Kinder hatte. Sie starb am 20.09.2019. |
| Berta Plaut               | Fritzlarer Straße 2 ·                                                | Stolperstein für Berta Plaut              | Hier wohnte Berta Plaut geb. Wissmann Jg. 1894 Flucht 1935 Brasilien überlebt                                                                     | 12. Mai 2010 | geb. Wissmann, *22.12.1894 aus Künzelsau. Sie war verheiratet mit Leopold Eliser Plaut, *26.06.1887 in Niedenstein. Sie lebte mit ihrer Familie in Gudensberg in der Fritzlarer Straße 2. Sie hatten zwei Kinder: Karlmann *18.04.1923 und Hanna *31.01.1927, beide in Gudensberg geboren. Die Familie ergriff im Jahr 1935 die Flucht aus Gudensberg und emigrierte nach Brasilien. Am 05.12.1981 starb Berta Plaut in Sao Paulo. |
| Siegfried Engelbert       | Fritzlarer Straße 6 ·                                                | Stolperstein für Siegfried Engelbert      | Hier wohnte Siegfried Engelbert Jg. 1888 Heimatort 1935 verlassen deportiert 1941 Minsk ermordet                                                  | 12. Mai 2010 | *02.02.1888 in Gudensberg, verheiratet mit Regine, geb. Sichel, *25.01.1890 in Frankfurt am Main. Sie hatten eine gemeinsame Tochter, Ilse, *20.10.1927 in Gudensberg. Siegfried flüchtete 1935 mit seiner Ehefrau und seiner Tochter nach Frankfurt aus der immer unerträglicher werdenden Atmosphäre der Kleinstadt Gudensberg. Schweren Herzens entschlossen sich die Eltern, ihre Tochter Ilse nach den Ereignissen des Novemberpogroms mit einem Kindertransport nach England zu schicken, wo sie den Holocaust überlebte. Siegfried wurde mit seiner Frau Regine am 11.11.1941 nach Minsk deportiert und dort ermordet. |
| Ilse Lindemeyer           | Fritzlarer Straße 6 ·                                                | Stolperstein für Ilse Lindemeyer          | Hier wohnte Ilse Lindemeyer geb. Engelbert Jg. 1919 Flucht 1935 Kindertransport England überlebt                                                  | 12. Mai 2010 | geb. Engelbert, *20.10.1919 in Gudensberg. Tochter von Siegfried Engelbert (* 1888) und seiner Ehefrau Regine, geb. Sichel. Sie flüchtete 1935 mit ihren Eltern nach Frankfurt aus der immer unerträglicher werdenden Atmosphäre der Kleinstadt Gudensberg. Am 24.05.1939 gelangte Ilse mit einem Kindertransport nach England. Dort lebte sie zunächst in London, später nach Manchester, wo sie auch ihren Mann Herbert Lindemeyer aus Minden kennenlernte, mit dem sie 1948 in die USA zog. Ihre Eltern, die in Minsk ermordet wurden, sah sie nie wieder. Ilse lebte mit ihrem Ehemann und ihren zwei Töchtern in Philadelphia. Sie starb am 10.07.2000. |
| Regine Engelbert          | Fritzlarer Straße 6 ·                                                | Stolperstein für Regine Engelbert         | Hier wohnte Regine Engelbert geb. Sichel Jg. 1890 Heimatort 1935 verlassen deportiert 1941 Minsk ermordet                                         | 12. Mai 2010 | geb. Sichel, *25.01.1890 in Frankfurt am Main, verheiratet mit Siegfried Engelbert *02.02.1888 in Gudensberg. Sie hatten eine gemeinsame Tochter, Ilse, *20.10.1927 in Gudensberg. Regine flüchtete 1935 mit ihrem Ehemann und ihrer Tochter nach Frankfurt aus der immer unerträglicher werdenden Atmosphäre der Kleinstadt Gudensberg. Schweren Herzens entschlossen sich die Eltern, ihre Tochter Ilse nach den Ereignissen des Novemberpogroms mit einem Kindertransport nach England zu schicken, wo sie den Holocaust überlebte. Regine wurde mit ihrem Mann Siegfried am 11.11.1941 nach Minsk deportiert und dort ermordet. |
| Paul Wickenhoefer         | Grabenweg 3 ·                                                        | Stolperstein für Paul Wickenhoefer        | Hier wohnte und lehrte Paul Wickenhoefer Jg. 1874 verfolgt diskriminiert tot 6.2.1932 Psychiatrie Kassel                                          | 12. Mai 2010 | *08.12.1874 in Haina/Frankenberg. Nach der Lehrerausbildung und anschließender Weiterqualifizierung übernahm Paul Wickenhoefer im Jahr 1912 die Stelle des Rektors an der Gudensberger Schule. Er zog mit seiner Frau und seinen beiden Töchtern in die Lehrerwohnung am Grabenweg 3 ein. Er brachte reformpädagogische Ideen in der Schule ein und gab den Anstoß für die Praktizierung neuer Unterrichtsmethoden. In der Zeit der Weimarer Republik war Wickenhoefer politisch aktiv. Er stand der SPD nahe, ohne allerdings Parteimitglied zu sein. Anfang der 1930er Jahre verteilte Wickenhoefer Reste von Flugblättern und Bilderbögen des Reichsbanners und der SPD als Konzeptpapier an seine Schüler. Das führte zu einer kleinen Anfrage des NSDAP-Abgeordneten und späteren Gauleiters Karl Weinrich an den Preußischen Landtag und verursachte einigen Pressewirbel. Wickenhoefer fühlte sich als Pädagoge angegriffen und zerbrach daran. 1931 wurde er plötzlich längerfristig krank. Er wurde in die "Neuen Mühle", ein psychiatrisches Krankenhaus in Kassel eingeliefert, wo er am 06.02.1932 verstarb. |
| Regina Lilienfeld         | Hintergasse 19 (ehem. Wohnhaus) Hinter der Mauer 3 (Stolpersteine) · | Stolperstein für Regina Lilienfeld        | Hier wohnte Regina Lilienfeld Jg. 1877 Heimatort unfreiwillig verlassen 1939 Kassel deportiert 1941 Riga ermordet                                 | 12. Mai 2010 | *07.01.1877 in Gudensberg. Sie lebte gemeinsam mit der Familie ihres Bruders Naphtalie Lilienfeld *02.09.1872 in Gudensberg in der Hintergasse 19. Sie flüchtete mit der Familie nach Kassel und wohnte dort zuletzt in der Unteren Karlsstraße 6. Regina Lilienfeld wurde von Kassel aus zusammen mit ihrem Bruder, ihrer Schwägerin und 5 Nichten und Neffen am 09.12.1941 in das Ghetto Riga transportiert, wo sie ermordet wurde. |
| Naphtalie Lilienfeld      | Hintergasse 19 (ehem. Wohnhaus) Hinter der Mauer 3 (Stolpersteine) · | Stolperstein für Naphtalie Lilienfeld     | Hier wohnte Naphtalie Lilienfeld Jg. 1872 Heimatort unfreiwillig verlassen 1936 verhaftet 1938 Buchenwald 1941 Riga ermordet                      | 12. Mai 2010 | *02.09.1872 in Gudensberg. Der Händler Naphtalie Lilienfeld war verheiratet mit Rosa, geb. Löwenstern *22.03.1877 aus Affoldern. Sie hatten gemeinsam neun Kinder: Minna *1902, Ina *1904, Martin *1905, Regina *1906, Thea *1908, John *1911 #1911, Kurt *1912, Albert *1914 und Albert *1917 #1918. Die Familie lebte gemeinsam mit Naphtalies Schwester Regina in Gudensberg in der Hintergasse 19. Nachdem die Lage in Gudensberg unerträglich wurde, flüchtete Naphtalie mit seiner Familie nach Kassel, wo sie zunächst in die Artilleriestraße 9 wohnten, dann in der Hohenzollernstraße 45, der Moltkestr. 5, der Schäfergasse und zuletzt in der Unteren Karlsstr. 6. Nach der Pogromnacht 1938 wurde Naphtalie verhaftet und in das KZ Buchenwald verschleppt und misshandelt. Nach einigen Wochen kehrte er wieder nach Kassel zurück. Am 09.12.1941 wurde er zusammen mit seiner Ehefrau, seiner Schwester und seinen Kindern Ina, Thea, Regina, Kurt und Albert in das Ghetto Riga deportiert und dort ermordet. |
| Regina Lilienfeld         | Hintergasse 19 (ehem. Wohnhaus) Hinter der Mauer 3 (Stolpersteine) · | Stolperstein für Regina Lilienfeld        | Hier wohnte Regina Lilienfeld Jg. 1906 Heimatort unfreiwillig verlassen 1935 Kassel deportiert 1941 Riga ermordet                                 | 12. Mai 2010 | *16.06.1906 in Gudensberg. Regina war die Tochter von Naphtalie Lilienfeld 02.09.1872 und dessen Ehefrau Rosa, geb. Löwenstern *22.03.1877. Sie flüchtete gemeinsam mit ihren Eltern und Geschwistern nach Kassel und wohnte dort zuletzt in der Untere Karlsstraße 6. Regina Lilienfeld wurde von Kassel aus zusammen mit ihren Eltern, ihrer Tante Regina und ihren Geschwistern Ina, Thea, Albert und Kurt am 09.12.1941 in das Ghetto Riga transportiert, wo sie ermordet wurde. |
| Thea Lilienfeld           | Hintergasse 19 (ehem. Wohnhaus) Hinter der Mauer 3 (Stolpersteine) · | Stolperstein für Thea Lilienfeld          | Hier wohnte Thea Lilienfeld Jg. 1908 Heimatort unfreiwillig verlassen 1936 Kassel deportiert 1941 Riga ermordet                                   | 12. Mai 2010 | *19.09.1909 in Gudensberg. Thea war die Tochter von Naphtalie Lilienfeld 02.09.1872 und dessen Ehefrau Rosa, geb. Löwenstern *22.03.1877. Sie flüchtete gemeinsam mit ihren Eltern und Geschwistern nach Kassel und wohnte dort zuletzt in der Untere Karlsstraße 6. Thea Lilienfeld wurde von Kassel aus zusammen mit ihren Eltern, ihrer Tante Regina und ihren Geschwistern Ina, Regina, Albert und Kurt am 09.12.1941 in das Ghetto Riga transportiert, wo sie ermordet wurde. |
| Kurt Lilienfeld           | Hintergasse 19 (ehem. Wohnhaus) Hinter der Mauer 3 (Stolpersteine) · | Stolperstein für Kurt Lilienfeld          | Hier wohnte Kurt Lilienfeld Jg. 1912 Heimatort unfreiwillig verlassen 1933 1938 Kassel verhaftet 1938 Buchenwald 1941 Riga ermordet               | 12. Mai 2010 | *31.08.1912 in Gudensberg. Kurt war der Sohn von Naphtalie Lilienfeld 02.09.1872 und dessen Ehefrau Rosa, geb. Löwenstern *22.03.1877. Er flüchtete gemeinsam mit seinen Eltern und Geschwistern nach Kassel und wohnte dort zuletzt in der Unteren Karlsstraße 6. Kurt Lilienfeld wurde von Kassel aus zusammen mit seinen Eltern, seiner Tante Regina und seinen Geschwistern Ina, Thea, Regina und Albert am 09.12.1941 in das Ghetto Riga transportiert, wo er ermordet wurde. |
| Albert Lilienfeld         | Hintergasse 19 (ehem. Wohnhaus) Hinter der Mauer 3 (Stolpersteine) · | Stolperstein für Albert Lilienfeld        | Hier wohnte Albert Lilienfeld Jg. 1914 Heimatort unfreiwillig verlassen 1938 Kassel verhaftet 1938 Buchenwald 1941 Riga ermordet                  | 12. Mai 2010 | *06.12.1914 in Gudensberg. Albert war der Sohn von Naphtalie Lilienfeld 02.09.1872 und dessen Ehefrau Rosa, geb. Löwenstern *22.03.1877. Er flüchtete gemeinsam mit seinen Eltern und Geschwistern nach Kassel und wohnte dort zuletzt in der Unteren Karlsstraße 6. Nach dem Novemberpogrom 1938 wurde er verhaftet und in das KZ Buchenwald gebracht. Albert Lilienthal wurde von Kassel aus zusammen mit seinen Eltern, seiner Tante Regina und seinen Geschwistern Ina, Regina, Thea und Kurt am 09.12.1941 in das Ghetto Riga transportiert, wo er ermordet wurde. |
| Rosa Lilienfeld           | Hintergasse 19 (ehem. Wohnhaus) Hinter der Mauer 3 (Stolpersteine) · | Stolperstein für Rosa Lilienfeld          | Hier wohnte Rosa Lilienfeld geb. Löwenstern Jg. 1877 Heimatort unfreiwillig verlassen 1938 Kassel deportiert 1941 Riga ermordet                   | 12. Mai 2010 | geb. Löwenstern, *22.03.1877 in Affoldern. Rosa war verheiratet mit Naphtalie Lilienfeld *22.03.1877 aus Gudensberg. Sie hatten gemeinsam neun Kinder: Minna *1902, Ina *1904, Martin *1905, Regina *1906, Thea *1908, John *1911 #1911, Kurt *1912, Albert *1914 und Albert *1917 #1918. Die Familie lebte in Gudensberg in der Hintergasse 19. Nachdem die Lage in Gudensberg unerträglich wurde, flüchtete Rosa mit ihrer Familie nach Kassel, wo sie zunächst in der Artilleriestraße 9 wohnten, mehrfach umziehen mussten und zuletzt eine Unterkunft in der Unteren Karlsstr. 6 fanden. Am 09.12.1941 wurde Rosa zusammen mit ihrem Ehemann, ihrer Schwägerin Regina und ihren Kindern Ina, Thea, Regina, Kurt und Albert in das Ghetto Riga deportiert und dort ermordet. |
| Helene Elias              | Hintergasse 1 ·                                                      | Stolperstein für Helene Elias             | Hier wohnte Helene Elias geb. Abt Jg. 1863 Heimatort unfreiwillig verlassen 1934 Schicksal unbekannt                                              | | Helene Elias, geb. Abt *10.09.1863 in Melsungen, Tochter von Manus Elias und seiner Ehefrau Fradchen, geb. Rosenmaier. Helene heiratete am 04.12.1892 Markus Elias I, sie wohnten in Gudensberg Hintergasse 1 und betrieben einen Brillenladen. Sie hatten drei Kinder: Friederike *19.11.1897, Moritz *08.01.1900 und Rosi 31.07.1903. Helene Elias floh nach 1933 zu ihrem Sohn Moritz nach Hamburg (Mittelweg 44). Beide emigrierten im Mai 1935 mit der Familie von Moritz Elias in die USA. Sie kamen am 16.05.1935 in New York an. |
| Julius Naschelsky         | Hintergasse 1 ·                                                      | Stolperstein für Julius Naschelsky        | Hier wohnte Julius Naschelsky Jg. 1887 seit 1933 mehrmals verhaftet und misshandelt Flucht 1934 USA überlebt                                      | *07.08.1887 als Sohn von Rosa und David Naschelsky. Er lebte in der Fritzlarer Straße hatten seine Eltern seit 1902 einen Friseursalon und eine Fahrradhandlung. Das Fahrradgeschäft seines Vaters übernahm Julius nach Beendigung seiner Lehre. 1919 heiratete er Friedericke Elias *1897, deren Eltern Inhaber eines Brillenladens in der Hintergasse 1 waren. Hier wohnte nach der Hochzeit auch Julius Naschelsky und seine Frau. Das Ehepaar bekam drei Kinder: Dieter *1920, Erna-Margot *1921 und Martin-Günter *1926. Julius war nicht nur ein erfolgreicher Geschäftsmann, sondern auch in Vereinen aktiv wie dem Schützenverein und dem Roten Kreuz. Im Juni 1933 wurde Julius Naschelsky verhaftet, in den Karlshof nach Wabern gebracht und schwer misshandelt. Anschließend wurde er unter Hausarrest gestellt, damit die Öffentlichkeit nicht von seinen Misshandlungen bemerken sollte. Julius verkaufte sein Geschäft und floh mit seiner Familie am 08.02.1934 über Bremerhaven in die USA. Er litt zeitlebens an den Misshandlungen. | |
| Friedericke Naschelsky    | Hintergasse 1 ·                                                      | Stolperstein für Friedericke Naschelsky   | Hier wohnte Friedericke Naschelsky geb. Elias JG. 1897 Flucht 1934 USA überlebt                                                                   | geb. Elias, *19.11.1897 in Gudensberg als Tochter von Marcus Elias und dessen Ehefrau Helene, geb. Abt. Die Eltern waren Inhaber eines Brillengeschäfts in der Hintergasse 1. 1919 heiratete sie Julius Naschelski *1887. Das Ehepaar, das in der Hintergasse 1 lebte, bekam drei Kinder: Dieter *1920, Erna-Margot *1921 und Martin-Günter *1926. Nachdem ihr Ehemann in der Haft in Wabern 1933 schwer misshandelt worden war, verließ Friedericke mit ihrer gesamten Familie Gudensberg und sie flüchteten am 08.02.1934 in die USA. | |
| Dieter Naschelsky         | Hintergasse 1 ·                                                      | Stolperstein für Dieter Naschelsky        | Hier wohnte Dieter Naschelsky Jg. 1920 Flucht 1934 USA überlebt                                                                                   | *06.03.1920 in Gudensberg. Er war der älteste Sohn des Fahrradhändlers Julius Naschelsky (* 1887) und seiner Ehefrau Friedericke (* 1896), geb. Elias. Dieter lebte mit seinen Eltern und den beiden Geschwistern Erna-Margot * 1921 und Martin-Günter * 1926 in der Hintergasse 1. Nachdem ihr Vater in der Haft in Wabern 1933 schwer misshandelt worden war, verließ die gesamte Familie Gudensberg und flüchtete am 08.02.1934 in die USA. | |
| Erna-Margot Naschelsky    | Hintergasse 1 ·                                                      | Stolperstein für Erna-Margot Naschelsky   | Hier wohnte Erna-Margot Naschelsky Jg. 1921 Flucht 1934 USA überlebt                                                                              | *06.07.1921 in Gudensberg. Sie war Tochter des Fahrradhändlers Julius Naschelsky (* 1887) und seiner Ehefrau Friedericke (* 1896), geb. Elias. Erna-Margot lebte mit seinen Eltern und den beiden Brüdern Dieter * 1920 und Martin-Günter * 1926 in der Hintergasse 1. Nachdem ihr Vater in der Haft in Wabern 1933 schwer misshandelt worden war, verließ die gesamte Familie Gudensberg und flüchtete am 08.02.1934 in die USA. | |
| Günter Martin Naschelsky  | Hintergasse 1 ·                                                      | Stolperstein für Günter Martin Naschelsky | Hier wohnte Günter Martin Naschelsky Jg. 1926 Flucht 1934 USA überlebt                                                                            | *07.07.1926 in Gudensberg. Er war der jüngste Sohn des Fahrradhändlers Julius Naschelsky (* 1887) und seiner Ehefrau Friedericke (* 1896), geb. Elias. Günter-Martin lebte mit seinen Eltern und den beiden Geschwistern Dieter * 1920 und Erna-Margot * 1921 in der Hintergasse 1. Nachdem ihr Vater in der Haft in Wabern 1933 schwer misshandelt worden war, verließ die gesamte Familie Gudensberg und flüchtete am 08.02.1934 in die USA. | |
| Hermann Stern             | Hintergasse 21 ·                                                     | Stolperstein für Hermann Stern            | Hier wohnte und lehrte Hermann Stern Jg. 1893 Heimatort 1935 verlassen deportiert 1942 Theresienstadt Auschwitz ermordet 19.12.1944 Dachau        | 12. Mai 2010 | *17.02.1893 in Niedenstein, verheiratet mit Irma Stern, geb. Katz, *19.05.1897 in Erdmannsrode. Die Familie lebte seit dem 01.06.1928 in Gudensberg in der Hintergasse 21. Hermann Stern übernahm dort die Nachfolge des langjährigen Lehrers B. Perlstein in der jüdischen Schule. Zuvor war er als Lehrer in Niedenstein tätig. Dort wurde seine Tochter Ruth im Jahr 1923 geboren. Am 01.05.1934 wurde Hermann in Gudensberg vom Dienst suspendiert. Die Familie zog nach Bad Wildungen, wo Hermann von Januar 1935 bis August 1938 als Rabbiner tätig war. Dann verlegt die Familie ihren Wohnsitz nach Wiesbaden in die Rüdesheimer Str. 18. Hier unterrichtete Hermann an der jüdischen Schule. Die Familie plante nach Palästina auszuwandern, hatte 1939 alle Papiere zusammen, aber dennoch kam es nicht zur Auswanderung. Hermann Stern wurde zusammen mit seiner Ehefrau am 01.09.1942 nach Theresienstadt deportiert, am 04.10.1944 nach Auschwitz und am 19.12.1944 nach Dachau gebracht, wo er ermordet wurde. |
| Ruth Stern                | Hintergasse 21 ·                                                     | Stolperstein für Ruth Stern               | Hier wohnte Ruth Stern Jg. 1923 Heimatort 1935 verlassen deportiert 1942 Lublin ermordet in Sobibor                                               | 12. Mai 2010 | *1923 in Niedenstein, Tochter von Hermann Stern, *17.02.1893 in Niedenstein und seiner Ehefrau Irma, geb. Katz, *19.05.1897 in Erdmannsrode. Sie lebte mit ihren Eltern seit dem 1928 in Gudensberg in der Hintergasse 21, wo ihr Vater eine Stelle als Lehrer in der jüdischen Schule hatte. Nachdem er am 01.05.1934 vom Dienst suspendiert wurde, zog die Familie nach Bad Wildungen. Hier war Hermann bis August 1938 als Rabbiner tätig. Anschließend lebten Ruth mit ihren Eltern in Wiesbaden in der Rüdesheimer Str. 18. Ruth lernte dort den Beruf einer Weißnäherin. Die Familie plante nach Palästina auszuwandern. Obwohl sie 1939 alle Papiere zusammen hatte, gelang ihr das nicht. Die 19-jährige Ruth wurde am 10.06.1942 nach Lublin deportiert und später in Sobibor ermordet. |
| Irma Stern                | Hintergasse 21 ·                                                     | Stolperstein für Irma Stern               | Hier wohnte Irma Stern Jg. 1897 Heimatort 1935 verlassen deportiert 1942 Theresienstadt ermordet 4.10.1944 Auschwitz                              | 12. Mai 2010 | geb. Katz, *19.05.1897 in Erdmannsrode, verheiratet mit Hermann Stern, *17.02.1893 in Niedenstein. Ihre gemeinsame Tochter Ruth wurde 1923 in Niedenstein geboren. Die Familie lebte seit dem 01.06.1928 in Gudensberg in der Hintergasse 21, wo Hermann eine Stelle als Lehrer in der jüdischen Schule hatte. Nachdem er am 01.05.1934 vom Dienst suspendiert wurde, zog die Familie nach Bad Wildungen. Dort war Hermann bis August 1938 als Rabbiner tätig. Anschließend lebten sie Wiesbaden in der Rüdesheimer Str. 18, Hermann unterrichtete an der jüdischen Schule. Die Familie plante nach Palästina auszuwandern und hatte 1939 alle Papiere zusammen, aber dennoch kam es nicht zur Auswanderung. Irma Stern wurde zusammen mit ihrem Ehemann am 01.09.1942 nach Theresienstadt deportiert und am 04.10.1944 nach Auschwitz, wo Irma Stern am 04.10.1944 ermordet wurde. |
| Bertha Ert                | Hintergasse 21 ·                                                     | Stolperstein für Bertha Ert               | Hier wohnte Bertha Ert geb. Perlstein Jg. 1895 deportiert 1943 Auschwitz ermordet                                                                 | 12. Mai 2010 | geb. Perlstein, *20.11.1895 in Gudensberg, Tochter des langjährigen Gudensberger Lehrers Bernhard Perlstein und dessen Ehefrau Jakobine Breinchen geb. Vorenberg. Sie lebte mit ihren Eltern in der Hintergasse 21, der Lehrerwohnung direkt neben der Synagoge. Sie heiratete im Jahr 1919 den Metzger Max Ert, *19.02.1881 und zog zu ihm nach Berlin-Charlottenburg. Die erste Ehefrau, mit der May Ert einen gemeinsamen Sohn hatte, Herbert *17.12.1909, war ein Jahr zuvor verstorben. Max Ert Mann besaß an wechselnden Adressen Metzgerfachgeschäfte, von denen Bertha Mitinhaberin war. Am 17.01.1921 wurde ihre gemeinsame Tochter Hanna geboren. Die Familie lebte seit 1935 in Berlin-Schöneberg der Handjerystraße 29. Am 24.08.1943 wurde Bertha zusammen mit ihrem Ehemann von Berlin nach Auschwitz deportiert und dort ermordet. |
| Julie Lilienfeld          | Hintergasse 29 ·                                                     |                                           | Hier wohnte Julie Lilienfeld Jg. 1868 Heimatort unfreiwillig verlassen 1938 Kassel deportiert 1942 Theresienstadt ermordet 3.10.1942              | 10. Nov. 2015 | *10.03.1868 in Gudensberg. Sie führte dort mit ihrer Mutter Rechel ein Kurzwarengeschäft in der Hintergasse 29. Julie hatte einen Sohn, Siegfried *08.12.1900 in Kassel, der seit 1915 in Rees am Niederrhein lebte. Julie wurde, wie die anderen Gudensberger Juden gezwungen, den Ort im Jahr 1938 zu verlassen, da er "judenfrei" werden sollte. Sie flüchtete nach Kassel und lebte dort im sog. "jüdischen Altersheim" in der Mombachstraße. Am 07.09.1942 wurde sie in das KZ Theresienstadt deportiert und dort wenige Wochen später ermordet. |
| Veilchen Elias            | Hornungsgasse 2 ·                                                    |                                           | Hier wohnte Veilchen Elias geb. Blum Jg. 1865 unfreiwillig verzogen 1935 Hamburg deportiert 1942 Theresienstadt 1942 Treblinka ermordet           | 2020 | geb. Blum, *08.09.1865 in Borken. Sie heiratete am 24.08.1892 in Borken Markus Elias*03.08.1860, Schuhmacher aus Gudensberg. Sie lebten ihrem Wohn- und Geschäftshaus in Gudensberg in der Hornunggasse 2, wo Markus ein Geschäft für Schuh- und Landwaren betrieb. Von 1893 bis 1906 bekam Veilchen sieben Kinder, von denen fünf im Kindesalter starben. Nachdem das Geschäft aufgrund des Boykotts nahezu völlig zum Erliegen gekommen war und Markus auf offener Straße misshandelt wurde, verkauften sie 1935 ihr Haus. Im Herbst 1935 zog das Ehepaar nach Hamburg zu ihrer Tochter Helene Baruch, die dort mit ihrer Familie lebte. Markus Elias verstarb am 25.11.1935 in Hamburg an den Folgen der erlittenen Misshandlungen. Nach der Emigration ihrer Tochter musste Veilchen völlig verarmt immer wieder die Wohnung wechseln Am Ende lebte sie in sog. Judenhäusern bzw. Sammelstellen für die anstehenden Deportationen. Am 15.07.1942 wurde sie nach Theresienstadt deportiert und von dort am 21.09.1942 in das Vernichtungslager Treblinka, wo sie ermordet wurde. |
| Markus Elias              | Hornungsgasse 2 ·                                                    |                                           | Hier wohnte Markus Elias Jg. 1860 Okt. 1935 von SA auf offener Straße misshandelt unfreiwillig verzogen 1935 Hamburg tot an den Folgen 25.11.1935 | 2020 | *03.08.1860 in Gudensberg. Er heiratete am 24.08.1892 in Borken Veilchen, geb. Blum, *08.09.1865. Markus und Veilchen Elias lebte in ihrem Wohn- und Geschäftshaus in Gudensberg in der Hornunggasse 2. Von 1893 bis 1906 bekamen sie sieben Kinder, von denen fünf im Kindesalter starben. Markus, von Beruf Schuhmacher, betrieb ein Geschäft mit Schuhwaren und Landprodukten. Die Familie Elias (ehemals Levi) lebte seit Ende des 17. Jhds. zunächst in Obervorschütz, ab Mitte des 18. Jhds. in Gudensberg. Nach 1933 kam es zum Boykott jüdische Geschäfte. Das Geschäft von Markus Elias kam nahezu zum Erliegen. Nachdem er dann auch noch auf offener Straße misshandelt wurde, entschloss er sich 1935 das Haus an seinen Nachbarn zu verkaufen. Im Herbst 1935 zogen Markus und Veilchen Elias nach Hamburg zu ihrer Tochter Helene Baruch, die dort mit ihrer Familie lebte. Markus Elias verstarb am 25.11.1935 in Hamburg an den Folgen der in Gudensberg erlittenen Misshandlungen. |
| Friederike Rosenthal      | Hundgasse 3 ·                                                        |                                           | Hier wohnte Friederike Rosenthal geb. Katz Jg. 1884 unfreiwillig verzogen 1938 Kassel deportiert 1941 Riga ermordet                               | 2020 | geb. Katz, *23.06.1884 in Guxhagen, sie war die zweite Ehefrau von Adolf Rosenthal, geb. 29.09.1877 in Lamstedt. Ihre Tochter Hildegard wurde am 17.01.1912 in Gudensberg geboren. Adolf und Friederike Rosenthal flüchteten aus dem unerträglichen Klima des Judenhasses am 05.05.1938 nach Kassel in die Schillerstraße 12, von dort zogen sie am 01.03.1939 in die Moltkestraße 9 um. Sie wurden am 09.12.1941 von Kassel in das Ghetto Riga deportiert. Friederike Rosenthal wurde im März 1942 im Lager Riga-Jungfernhof ermordet. |
| Adolf Rosenthal           | Hundgasse 3 ·                                                        |                                           | Hier wohnte Adolf Rosenthal Jg. 1877 unfreiwillig verzogen 1938 Kassel deportiert 1941 Riga ermordet März 1942                                    | 2020 | *29.09.1877 in Lamstedt. Die Eltern Heinemann und Betty Rosenthal, geb. Wertheim (*27.10.1841 in Gudensberg) lebten zogen Ende des 19. Jhds. aus Lamstedt mit ihren drei Kindern Adolf, Karl und Goldine nach Gudensberg. Adolf Rosenthal wurde Schneidermeister und lebte mit seiner ersten Ehefrau Zibora (Dora), geb. Grünklee in Gudensberg in der Hundgasse 3. Sie hatten zwei Kinder: Meinhard und Recha. Nach dem Tod seiner ersten Frau im Jahr 1910 heiratete Adolf Rosenthal Friederike Katz aus Guxhagen. Ihre Tochter Hildegard wurde am 17.01.1912 in Gudensberg geboren. Adolf und Friederike Rosenthal flüchteten aus dem unerträglichen Klima des Judenhasses am 05.05.1938 nach Kassel in die Schillerstraße 12, von dort zogen sie am 01.03.1939 in die Moltkestraße 9 um. Sie wurden am 09.12.1941 von Kassel in das Ghetto Riga deportiert. Adolf Rosenthal wurde dort im März 1942 ermordet. |
| Hildegard Rosenthal       | Hundgasse 3 ·                                                        |                                           | Hier wohnte Hildegard Rosenthal Jg. 1912 unfreiwillig verzogen 1938 Kassel deportiert 1941 Riga 1944 Kowno, Stutthof ermordet 3.1.1945            | 2020 | *17.01.1912 Gudensberg, als Tochter von Adolf Rosenthal *29.09.1877 in Lamstedt und seiner Ehefrau Friederike, geb. Katz, *23.06.1884 in Guxhagen. Hildegard arbeitete als Hausangestellte. Am 16.08.1936 flüchtete sie nach Kassel in die Wilhelmshöher Allee 40, wohnte später in der Ruhlstraße 2 und 1940 in der Amalienstraße 10. Sie wurde zusammen mit ihren Eltern am 09.12.1941 in das Ghetto Riga deportiert, von dort im Juli 1944 in das Lager Kowno und am 19.07.1944 nach Stutthof, wo sie am 03.01.1945 ermordet wurde. |
| Joseph Katz               | Kasseler Straße 10 ·                                                 | Stolperstein für Joseph Katz              | Hier wohnte Joseph Katz Jg. 1873 Heimatort unfreiwillig verlassen 1938 Kassel verhaftet 1941 Breitenau/Dachau Buchenwald ermordet 17.7.1941       | | Josef Katz wurde am 2. Oktober 1873 in Obervorschütz geboren. Seine Eltern waren der Handelsmann Sandel Katz und dessen Ehefrau Reichel, geb. Löwenstein. Josef Katz heiratete 1911 in Abterode Berta Bacharach, geb. am 13.03.1887. Nach der Heirat lebte das Ehepaar in Gudensberg in der Kasseler Straße 10. Katz war dort als Viehhändler tätig. Nachdem die beruflichen Einschränkungen für ihn als nach 1933 immer größer und das Klima des Judenhasses unerträglich wurde, verließ er gemeinsam mit seiner Frau Berta im Mai 1938 Gudensberg. Sie zogen nach Kassel, Am 29. April 1941 wurde Josef Katz im Arbeitserziehungslager Breitenau inhaftiert und von dort am 24.6. in das Konzentrationslager Dachau gebracht. Sein letzter Aufenthaltsort war das KZ Buchenwald. Laut Todesmeldung starb Josef Katz bereits wenige Tage nach seiner Einlieferung am 17.7.1941 an "Herzversagen". |
| Berta Katz                | Kasseler Straße 10 ·                                                 | Stolperstein für Berta Katz               | Hier wohnte Berta Katz geb. Bachrach Jg. 1887 Heimatort unfreiwillig verlassen 1938 1938 Kassel gedemütigt/entrechtet Flucht in den Tod 22.9.1941 | geb. Bacharach, *13.03.1887 in Abterode. Sie heiratete im Jahr 1911 Josef Katz in Abterode. Nach ihrer Heirat lebten sie in Gudensberg in der Kasseler Straße 10. Berta Katz verließ mit ihrem Mann im Mai 1938 Gudensberg, nachdem dieser aufgrund antijüdischer Maßnahmen seinen Viehhandel aufgeben musste. Sie zogen nach Kassel. Berta Katz musste die Wohnung in der Gießbergstraße nach der Inhaftierung ihres Mannes aufgeben und kam im Kirchweg 72 unter, bevor sie im August 1941 in das sog. „Judenhaus“ in der Moltkestraße 10 eingewiesen wurde. Als sie erfuhr, dass ihr Mann in Buchenwald umgekommen ist, verließ sie Kassel in Richtung Hamburg und beging dort vermutlich Selbstmord. Am 20. September 1941 wurde ihre Leiche am Ufer der Außenalster in Hamburg angeschwemmt. | |
| Julius Weiler             | Marktstraße 8 ·                                                      |                                           | Hier wohnte Julius Weiler Jg. 1879 Flucht Holland interniert Westerbork deportiert 1943 Theresienstadt 1944 Auschwitz ermordet                    | 2020 | *28.01.1879 in Neustadt, Kreis Kirchhain. Julius Weiler war das zehnte von elf Kindern des Metzgers Sussmann Weiler und seiner Ehefrau Hannchen, geb. Wertheim. Am 24.04.1906 heiratete Julius in Gudensberg Emma Mansbach, *22.07.1880, Tochter von Jacob Mansbach und Caroline, geb. Hecht. Die Familie wohnte in der Marktstraße 8, sie hatten drei Kinder: Siegfried *14.03.1907, Lionel/Leo *20.04.1908, #09.01.1922 und Gertrud *14.07.1914. Julius Weiler betrieb ein Fuhrunternehmen. Er nahm am Ersten Weltkrieg teil und erhielt 1917 das Eiserne Kreuz. Julius war Vorsitzender des Männergesangvereins „Harmonie“, Mitglied im Vorstand des lokalen Krie-gervereins und in der Feuerwehr aktiv. Er besaß einen Leichenwagen, mit dem er die Toten zum jüdischen Friedhof nach Obervorschütz brachte. Nach dem Tod seiner Frau Emma heiratete er 1932 Berta Weinstock *31.10.1894, mit der er nach Bad Neustadt a.d. Saale zog. Nach 1933 emigrierten beide nach Bussum/Holland, wo auch Julius' Sohn Siegfried lebte. Am 21.04.1943 wurden Julius und seine Frau von Amsterdam nach Theresienstadt deportiert und von dort am 09.10.1944 nach Auschwitz, wo sich ihre Spuren verlieren.                                                         |
| Siegfried Weiler          | Marktstraße 8 ·                                                      |                                           | Hier wohnte Siegfried Weiler Jg. 1907 Flucht 1938 Holland interniert Westerbork deportiert 1942 Auschwitz ermordet 21.8.1942                      | 2020 | *14.03.1907 in Gudensberg, Sohn von Julius Weiler *28.01.1879 und dessen Ehefrau Emma, geb. Mansbach, *22.07.1880. Siegfried Weiler wuchs im elterlichen Haus in der Marktstraße 8 auf. Er wurde wie sein Vater Fuhrunternehmer und übernahm dessen Betrieb. Er heiratete Johanna Ballin-Oppenheimer, *02.03. 1910 in Friedberg, Tochter von Jakob Ballin-Oppenheimer und seiner Ehefrau Rosa, geb. Metzger. In den 1930er Jahren emigrierten Siegfried und Johanna Weiler nach Holland. Sie bekamen am 23.10.1935 in s’Gravenhage, Holland einen Sohn: Jacques Peter Lucian Weiler. Die Familie wohnte in Bussum, Graaf Florislaan 64. 1942 wurden sie nach Auschwitz deportiert. Johanna und Jacques Weiler wurden dort am 12.08.1942, Siegfried Weiler am 21.08.1942 ermordet. |
| Gertrud Weiler            | Marktstraße 8 ·                                                      |                                           | Hier wohnte Gertrud Weiler Jg. 1914 Flucht 1938 Holland interniert Westerbork deportiert 1942 Auschwitz ermordet 30.9.1942                        | 2020 | *14.07.1914 in Gudensberg, Tochter von Julius Weiler *28.01.1879 und dessen Ehefrau Emma, geb. Mansbach, *22.07.1880. Gertud Weiler wuchs im elterlichen Haus in der Marktstraße 8 auf. In den 1930er Jahren emigrierte sie nach Holland. Sie wohnte in Arnhem, Sweerts de Landassstraat 64, später in Amsterdam Noorder Amstellann 131. Gertrud Weiler wurde 1942 von Westerbork nach Auschwitz deportiert und am 30.09.1942 dort ermordet. |
| Recha Kander              | Untergasse 1 ·                                                       |                                           | Hier wohnte Recha Kander geb. Grunewald Jg. 1880 unfreiwillig verzogen 1935 Kassel deportiert 1941 Riga ermordet                                  | 2020 | geb. Gruenewald, *20.02.1880 in Oppenheim. Recha war die zweite Ehefrau der Viehhändlers Louis Kander. Sie lebte mit ihrem Ehemann in Gudensberg in der Untergasse 1. Am 28.05.1935 verließen Recha und Louis Kander Gudensberg aufgrund des Boykotts jüdischer Geschäftsleute und des Klimas der Diskriminierung. Sie flüchteten nach Kassel, wo sie zunächst in der Mittelgasse 51 wohnten, am 01.01.1938 zogen sie in die Schillerstraße 9. Mit dem Transport vom 09.12.1941 wurden beide von Kassel in das Ghetto Riga deportiert und dort ermordet. |
| Louis Kander              | Untergasse 1 ·                                                       |                                           | Hier wohnte Louis Kander Jg. 1878 unfreiwillig verzogen 1935 Kassel deportiert 1941 Riga ermordet                                                 | 2020 | *24.07.1876 in Riede, als zweites von vier Kindern von Jonas Kander und seiner Ehefrau Veilchen, geb. Schloss. Louis Kander heiratete am 06.05.1906 in Hoof Rikchen / Friederike Goldschmidt, geb. 02.03.1884 in Hoof. Louis Kander war Viehhändler und wohnte in Gudensberg in der Untergasse 1. Louis und Rikchen Kander hatten zwei Kinder: Ilse Kander, *20.04.1907, #16.06.1926 und Ludwig Kander *31.05.1909 in Gudensberg. Louis Kander hatte als Soldat am 1. Weltkrieg teilgenommen. Am 01.03.1920 starb Rikchen Kander. Louis Kander heiratete in zweiter Ehe Recha Grünewald, *20.02.1880 in Oppenheim. Am 28.05.1935 verließen Louis und Recha Kander Gudensberg unfreiwillig. Sie flüchteten nach Kassel, wo sie zunächst in der Mittelgasse 51 lebten, am 01.01.1938 zogen sie in die Schillerstraße 9. Mit dem Transport vom 09.12.1941 wurden beide von Kassel in das Ghetto Riga deportiert und dort ermordet. |
| Selig Nagel               | Weinberg 1 ·                                                         |                                           | Hier wohnte Selig Nagel Jg. 1860 Unfreiwillig verzogen 1936 Kassel Deportiert 1942 Theresienstadt Ermordet 10.12.1942                             | 2020 | *30.10.1860 in Gudensberg. Selig Nagel wurde als zweites von sechs Kindern des Salomon Nagel und dessen Ehefrau Beile Levi Elias am 30.10.1860 in Gudensberg geboren. Selig Nagel heiratete am 26.10.1887 in Frankfurt/Main Bertha Wallerstein, geb. 17.12.1860 in Frankfurt/Main, Tochter des Jacob Wallerstein und seiner Ehefrau Therese, geb. Schott. Selig und Bertha Nagel lebten in Gudensberg, Haus Nr. 223. Sie hatten eine Tochter, Theresa Nagel, geb. 11. oder 24.11.1888 in Gudensberg. Selig Nagel zog Anfang des 20. Jahrhunderts mit seiner Ehefrau nach Kassel, zunächst in die Orleansstraße 55, später in die Parkstraße 132, wo Bertha Nagel am 06.04.1919 verstarb. Am 19.10.1932 zog Selig Nagel nach Obervorschütz, Weinberg 1. Am 01.03.1936 verließ er Kassel wieder und lebte zuletzt im jüdischen Altersheim in der Mombachstraße 17. Am 07.09.1942 wurde er von Kassel nach Theresienstadt deportiert und dort am 10.12.1942 ermordet. |
| Recha Adler               | Obervorschütz, Hauptstraße 3 ·                                       | Stolperstein für Recha Adler              | Hier wohnte Recha Adler geb. Plaut Jg. 1895 Flucht 1939 überlebt in USA                                                                           | 11. März 2009 | *28.10.1895 in Obervorschütz, #22.11.1966 in New York. Tochter von Isaak Plaut *05.08.1857 #19.11.1932 in Obervorschütz und seiner Ehefrau Jahnchen, geb. Goldschmidt *03.03.1860 #12.02.1898 in Obervorschütz; Recha hatte fünf Geschwister: Seligmann *1884, Lina *1885, Bertha *1887, Elise (Lisa) *1890, Willy *1893 #27.05.1918 und zwei Halbgeschwister: Jacob *13.10.1899 und Emma *28.01.1902. Recha hatte ein uneheliches Kind: Johanna (Hannah) *31.03.1913. Sie heiratete am 04.09.1920 in Guxhagen Hermann Adler *02.12.1892 in Antwerpen/Belgien, #12.06.1966 in New York. Aus dieser Ehe stammen sieben Kinder: Siegbert *1921 #2009, Amalia *1923 #2007, Margarete *1926 #1926, Edmund *1927, Willy *1929 #2004, Ilse *1934, Jakob *1938 #1939. Recha flüchtete im April 1939 gemeinsam mit ihrem Ehemann und ihren Töchtern Amalia und Ilse in die USA. |
| Hermann Adler             | Obervorschütz, Hauptstraße 3 ·                                       | Stolperstein für Hermann Adler            | Hier wohnte Hermann Adler Jg. 1892 Flucht 1939 überlebt in USA                                                                                    | 11. März 2009 | *02.12.1892 in Antwerpen/Belgien, #12.06.1963 in New York, Sohn des Kantors und Lehrers Simon Adler *02.12.1860 in Höringhausen, #25.10.1910 in Hamburg und dessen Ehefrau Emma, geb. Dahl *14.03.1859 in Krefeld #1936 in Madrid/Spanien. Hermanns Eltern heirateten am 01.03.1887. Hermann hatte drei Schwestern und vier Brüder: Ignatz #1. Wk., Hulda-Rose *1988 #1943 Auschwitz, Lina #1889, Eugène (Eugen) *1890 #1942 Auschwitz, Hugo *1894 #1955, Ida *1897 #1993, Arthur *1899 #1975. Hermann heiratete am 04.09.1920 in Guxhagen Recha, geb. Plaut *28.10.1895 in Obervorschütz #22.11.1966 in New York. Aus dieser Ehe stammen sieben Kinder: Siegbert (Simon) *1921 #2009, Amalia (Mollie)*1923 #2007, Margarete *1926 #1926, Edmund *1927, Willy *1929 #2004, Ilse (Elsie) *1934 und Jakob *1938 #1939. Hermann Adler war Gastwirt in Obervorschütz. Er flüchtete im April 1939 gemeinsam mit seiner Ehefrau und den Töchtern Amalia und Ilse in die USA. |
| Ilse Adler                | Obervorschütz, Hauptstraße 3 ·                                       | Stolperstein für Ilse Adler               | Hier wohnte Ilse Adler Jg. 1933 Flucht 1939 überlebt in USA                                                                                       | 11. März 2009 | *17.12.1933 in Obervorschütz, Tochter von Hermann Adler *1892 und Recha, geb. Plaut *1895. Schwester von Siegbert *1921, Amalia *1923, Margarete *1926 #1926, Edmund *1927, Willy *1929, Jakob *1938 #1939. Ilse flüchtete im April 1939 gemeinsam mit ihren Eltern und ihrer Schwester Amalia in die USA. |
| Siegbert Adler            | Obervorschütz, Hauptstraße 3 ·                                       | Stolperstein für Siegbert Adler           | Hier wohnte Siegbert Adler Jg. 1921 Heimatort verlassen 1935 überlebt in USA                                                                      | 11. März 2009 | *29.11.1921 in Obervorschütz #15.05.2009 in Boynton Beach/USA. Sohn von Hermann Adler *1892 und Recha, geb. Plaut *1895. Bruder von Amalia *1923, Margarete *1926 #1926, Edmund *1927, Willy *1929, Ilse *1933, Jakob *1938 #1939. Siegbert besuchte ab 1935 die Handelsschule in Frankfurt, 1937 emigrierte er nach Palästina, von dort 1947 in die USA. Er heiratete 1949 Esther Ascher *21.02.1924 in Breslau, mit der er drei Kinder hatte: Jerry Isaac *1950, Faye Ann *1953 und Andrew Jay *1957. |
| Amalia Adler              | Obervorschütz, Hauptstraße 3 ·                                       | Stolperstein für Amalia Adler             | Hier wohnte Amalia Adler Jg. 1923 Flucht 1939 überlebt in USA                                                                                     | 11. März 2009 | *08.09.1923 in Obervorschütz, #26.12.2007 in den USA, Tochter von Hermann Adler *1892 und Recha, geb. Plaut *1895. Schwester von Siegbert *1921, Margarete *1926 #1926, Edmund *1927, Willy *1929, Ilse *1933, Jakob *1938 #1939; flüchtete im April 1939 gemeinsam mit ihren Eltern und ihrer Schwester Ilse in die USA, dort heiratete sie 1945 Jack Bresler, mit dem sie zwei Kinder hatte: Howard *1946 und Robert *1952. |
| Edmund Adler              | Obervorschütz, Hauptstraße 3 ·                                       | Stolperstein für Edmund Adler             | Hier wohnte Edmund Adler Jg. 1927 Flucht Amsterdam überlebt in USA                                                                                | 11. März 2009 | *10.08.1927 in Obervorschütz, Sohn von Hermann Adler *1892 und Recha, geb. Plaut *1895. Bruder von Siegbert *1921, Amalia *1923, Margarete *1926 #1926, Willy *1929, Ilse *1933, Jakob *1938 #1939. Seit 1936 lebte er in einem Waisenhaus in Amsterdam, von dort Flucht gemeinsam mit seinem Bruder Willy in die USA am 6. Dezember 1939. Heiratete 1951 Irene Sylvia Goldberg. Sie hatten gemeinsam vier Kinder: Deborah Fawn *1954, Sandra Joy *1955, Melanie Beth *1961, Mark Seth *1969. |
| Willy Adler               | Obervorschütz, Hauptstraße 3 ·                                       | Stolperstein für Willy Adler              | Hier wohnte Willy Adler Jg. 1929 Flucht Amsterdam überlebt in USA                                                                                 | 11. März 2009 | *27.07.1929 in Obervorschütz, #07.05.2004 in den USA. Sohn von Hermann Adler *1892 und Recha, geb. Plaut *1895. Siegbert *1921, Amalia *1923, Margarete *1926 #1926, Edmund *1927, Ilse *1933, Jakob *1938 #1939. Seit 1936 lebte er in einem Waisenhaus in Amsterdam, von dort Flucht gemeinsam mit seinem Bruder Edmund in die USA am 6. Dezember 1939. Er heiratete 1957 Helaine Finkelstein, mit der er einen Sohn, Jeffrey Steven *1960, hatte. |
| Johanna Plaut             | Obervorschütz, Hauptstraße 3 ·                                       | Stolperstein für Johanna Plaut            | Hier wohnte Johanna Plaut Jg. 1913 Heimatort verlassen deportiert Auschwitz ermordet 18.9.1942                                                    | 11. März 2009 | 31.03.1913 in Obervorschütz, uneheliches Kind von Recha (Rosa) Plaut *28.10.1895 in Obervorschütz, Vater unbekannt. Johannas Mutter heiratete am 04.09.1920 in Guxhagen Hermann Adler *02.12.1892 in Antwerpen/Belgien. Johanna hatte sieben Halbgeschwister Siegbert (Simon) *1921, Amalia *1923, Margarete *1926 #1926, Edmund *1927, Willy *1929, Ilse *1933 und Jakob *1938 #1939. Johanna heiratete Julius Cahn *14.11.1901 in Leutersdorf. Sie lebten gemeinsam in Mannheim und hatten zwei Kinder: Erich *29.03.1938 und Suzanne *04.06.1940. Am 22.11.1940 Deportation in das Internierungslager Gurs, 14.09.1942 in das Sammellager Drancy und am 16. September 1942 in das Vernichtungslager Auschwitz, wo sie ermordet wurde. |